# Parlamento de Uganda
El Parlamento de Uganda (también llamado Asamblea Nacional) es el órgano unicameral que ostenta el poder legislativo de Uganda. Fue establecido en 1962, poco antes de la independencia del país.
La función más significativa del Parlamento ugandés es aprobar leyes que proporcionen una buena gobernanza en el país. Los ministros del gobierno están obligados, en caso de ser necesario, a ser sometidos a una interpelación parlamentaria. A través de los diversos comités parlamentarios, el parlamento analiza los programas del gobierno. Las cuestiones fiscales del gobierno, como los impuestos y los préstamos, necesitan la aprobación del parlamento.
Hasta 2021, el parlamento ugandés está compuesto por 238 representantes de circunscripciones, 112 representantes distritales femeninas, 10 representantes de las Fuerzas Populares de Defensa de Uganda, 5 representantes juveniles, 5 representantes de personas con discapacidad, 5 representantes de los trabajadores y 13 miembros ex officio.
El Movimiento de Resistencia Nacional cuenta con la mayoría absoluta de escaños.